# Servicio Médico Legal
El Servicio Médico Legal (más conocido por su acrónimo, SML) es un servicio público chileno, dependiente del Ministerio de Justicia y Derechos Humanos, que asesora técnicamente a los tribunales de justicia y al fiscalías, a través de la remisión de informes periciales tanalógicos, psiquiátricos, clínicos, sexológicos y de laboratorio, los cuales pueden transformarse en medios de prueba que colaboran con la administración de justicia. Desde el 17 de julio de 2023, el servicio está dirigido por la médico cirujano, especialista en psiquiatría, Marisol Prado Villegas.
Creado bajo el gobierno del presidente Ramón Barros Luco en 1915, su actuar estuvo regulado por el Decreto con Fuerza de Ley N° 196, del 4 de abril de 1960, en donde se establecían sus funciones, organización y atribuciones. Desde 2005 está regulado por la ley n.º 20.065, asumiendo una política de modernización para validar continuamente la eficacia del sistema y sus procesos.
El organismo, a nivel internacional, es integrante de la «Red Iberoamericana de Instituciones de Medicina Legal y Ciencias Forenses», y participa de la «Plataforma Global para la Reducción del Riesgo de Desastres».

## Historia

### Antecedentes
Las actividades médico legales en el país, se remontan a la primera mitad del siglo XIX, al ser creada la «Escuela de Medicina», consideró en su currículum un curso teórico de medicina legal, mientras desde el punto de vista práctico, los médicos de ciudad de la capital se encargaban de la realización de las autopsias, en la morgue situada en la calle Teatinos, a un costado de la Cárcel Pública de Santiago. Utilizada desde el 30 de agosto de 1915, la actual sede en Santiago está ubicada en avenida La Paz N° 1012, fue inaugurada el 1 de octubre de 1926. El inmueble fue proyectado por el arquitecto Leonello Bottacci.

### Creación
El impulso de la creación del SML, vino de la mano del doctor Carlos Ybar de la Sierra, médico de la Universidad de Chile, quien instaló en el país la visión de la medicina legal que se venía desarrollando en Europa.
Hasta entonces, la medicina legal era un concepto asociado solamente a la morgue, el lugar donde los médicos de ciudad autopsiaban a las personas fallecidas en la vía pública. Mientras tanto, en las universidades, la cátedra de médico legista se enseñaba teóricamente.
Durante el gobierno del presidente Ramón Barros Luco, el 31 de agosto de 1915 se dictó el decreto n° 1851 que reglamentó las labores y el funcionamiento de la Morgue de Santiago, creando de esa manera lo que a futuro se denominaría como "Instituto Médico Legal".

## Misión y visión
Según su sitio web, la misión del organismo es «otorgar un servicio altamente calificado en materias médico-legales y forenses a los órganos de la administración de justicia y la ciudadanía en general, a través de la realización de pericias médico legales, garantizando calidad, confiabilidad, oportunidad, imparcialidad y trato digno a mujeres y hombres». Desarrollando, asimismo, la investigación científica, docencia y extensión en materias propias de su competencia.
Por otra parte, su visión es «ser, como institución del Estado, el principal referente científico-técnico en materias médico legales y forenses, con un accionar de calidad, eficiente, oportuno e imparcial. Estructurado, organizado y altamente valorado por la comunidad, aportando a una mejor administración de justicia».

## Organización
La ley Orgánica del Servicio Médico Legal antes mencionada definió una estructura compuesta por una Dirección, la Asesoría Jurídica y el Instituto Médico Legal, del que dependían las secciones de Tanatología, Clínica, Laboratorio y Administrativa, considerando, además, los Servicios Médico Legales en Provincias. 
Con las distintas readecuaciones de la planta de personal ocurridas entre 1960 y 1990, incluyendo las que derivaron de la Ley de Bases de la Administración Pública y del Estatuto Administrativo actualmente vigentes, se ha llegado a la actual estructura nacional, integrada por una sede central, ubicada en la ciudad de Santiago y por treinta y siete establecimientos regionales y provinciales.
Al día de hoy[actualizar] se cuenta con treinta siete establecimientos regionales, 13 instalados en capitales regionales, 24 en localidades aledañas a su respectiva capital.

## Directores nacionales
| Titular                    | Partido | Inicio                  | Final                  | Presidente                                                            |
| -------------------------- | ------- | ----------------------- | ---------------------- | --------------------------------------------------------------------- |
| Patricio Bustos Streeter   | Ind.    | 2007                    | 2016                   | Michelle Bachelet (2007-2010; 2014-2016) Sebastián Piñera (2010-2014) |
|                            | Ind.    | 2016                    | 2018                   | Sebastián Piñera                                                      |
| Jorge Alfonso Rubio Kinast | Ind.    | 26 de noviembre de 2018 | 13 de enero de 2020    | Sebastián Piñera                                                      |
| Gabriel Zamora Salinas     | Ind.    | 13 de enero de 2020     | 1 de diciembre de 2022 | Sebastián Piñera Gabriel Boric                                        |
| Marisol Prado Villegas     | PCCh    | 17 de julio de 2023     | en el cargo            | Gabriel Boric                                                         |

## Controversias
En el llamado caso Fung/Riffo, el Servicio Médico Legal eliminó las muestras de sangre del imputado antes de hacer las pruebas toxicológicas pedidas por parte de la Fiscalía de Ñuñoa. Éstas pruebas podrían haber cambiado la formalización de los hechos y el imputado hubiera podido ser juzgado bajo la "Ley Emilia".